# Инишоуэн
Инишоуэн (англ. Inishowen, ирл. Inis Eoghain) — полуостров на севере острова Ирландия, в графстве Донегол. Самый большой полуостров Ирландии. На полуострове Инишоуэн находится самая северная точка острова — мыс Малин-Хед. Крупнейший город — Банкрана.

## География

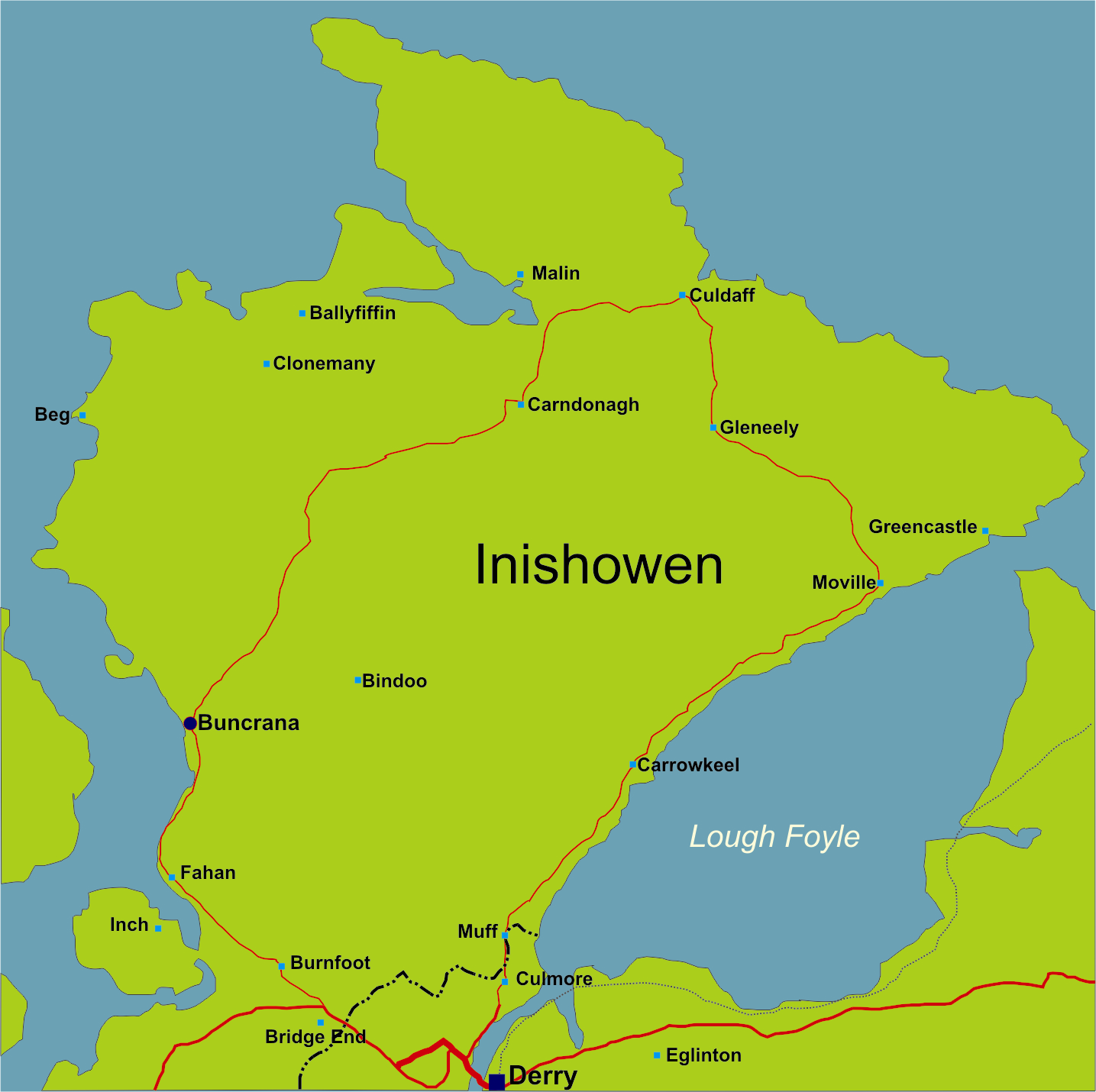
Схема полуострова Инишоуэн

Площадь полуострова Инишоуэн составляет 884,33 км². На севере он омывается Атлантическим океаном, на востоке и западе, соответственно — заливами Лох-Фойл (эстуарий реки Фойл) и Лох-Суилли. На юге он примыкает к остальному графству Донегол (эта его часть известна как Тирконнелл) и графству Лондондерри в Северной Ирландии. Исторически, часть Дерри к западу от реки Фойл также принадлежала Инишоуэну. Большая часть населения Инишоуэна проживает на побережье. Внутренность полуострова представляет собой частично заболоченное низкогорье. Высшая точка полуострова — гора Слив-Снафт (англ. Slieve Snaght, высота 615 м). Благодаря географическому положению полуострова климат Инишоуэна несколько мягче, чем в среднем по Ирландии, лето чуть холоднее, а зима чуть теплее. Ещё одна паромная линия, через Лох-Суилли, соединяет Бункрану и Ратмаллан.
На полуострове находится несколько гаваней, некоторые из них используются для рыболовства, например, Гринкасл, Бунаги и Линан. Паромная линия через Лох-Фойл соединяет Гринкасл с Магиллиганом в Дерри. Ещё одна паромная линия, через Лох-Суилли, соединяет Бункрану и Ратмаллан. Лох-Суилли в течение долгого времени имел большое стратегическое значение для Британской империи, так как в залив могут заходить корабли большого водоизмещения. Лох-Фойл также важен для сообщения города Дерри с морем, но гораздо мельче, чем Лох-Суилли, и здесь требуется лоцманская проводка судов.

## История
Инишоуэн как историческая область сформировался задолго до возникновения графства Донегол. Название происходит от Эогана, сына короля Ирландии Ниалла Девять Заложников; в честь этого же Эогана названо графство Тирон. Инишоуэн — традиционная родина клана Маклафлин, происходящего от потомков Эогана. После ослабления клана Маклафлин территория была занята кланом Догерти.
На территории полуострова сохранилось множество археологических и исторических памятников, включая руины нескольких замков и форт Грианан Айлех («Светлица Айлеха»). Когда-то Бурт, в котором сейчас находится форт, был резиденцией ирландских королей, в том числе обоих королей из клана Маклафлин. В XIX веке форт был восстановлен.
В 1196 году Джон де Курси, норманский рыцарь, вторгшийся в Ольстер ранее в 1177 году, победил короля Тирконнела и тем самым захватил весь Донегол. В 1198 году он опустошил Инишоуэн.

## Население
Согласно переписи населения 2006 года, население Инишоуэна составило 31 802 человека, что составляет прирост примерно в 8,4 % по сравнению с 1996 годом. Самый большой город — Банкрана (3394 человека).